# Altendiez
Altendiez ist eine Ortsgemeinde im Rhein-Lahn-Kreis in Rheinland-Pfalz. Sie gehört der Verbandsgemeinde Diez an.

## Geographie
Altendiez liegt im mittleren Lahngebiet und zählt geographisch zum Westerwald.
Zu Altendiez gehören auch die Wohnplätze Altendiezer Forsthaus, Haus unter dem Steinkopf und Hof Nassau.

## Geschichte
Höhlenfunde aus der jüngeren Altsteinzeit um 15.000 v. Chr. zeugen von einer frühen Besiedlung auf dem Gebiet der Gemeinde Altendiez. Der Ort wurde ebenfalls wie Diez erstmals 790 urkundlich erwähnt. Es ist nicht auszuschließen, dass sich die Erstnennung von Diez Theodissa auf Altendiez bezieht. Der Name Aldindietze wurde erstmals 1285 genannt. Altendiez zählte zur Grafschaft Diez und war Sitz eines Zentgerichts der Grafschaft.
Bei der Bildung des napoleonischen Rheinbundes (1806) wurde die Grafschaft Diez und damit auch das Kirchspiel Altendiez dem neu errichteten Herzogtum Nassau angegliedert, bei dem es bis zur preußischen Übernahme im Jahr 1866 blieb. In der preußischen Zeit gehörte Altendiez zur Provinz Hessen-Nassau. Seit 1946 ist die Gemeinde Teil des Landes Rheinland-Pfalz.
Von Bedeutung neben der Landwirtschaft war im 19. Jahrhundert der Bergbau. Auf der Gemarkung Altendiez wurden zunächst Eisen- und Manganvorkommen, später auch Kalk, Phosphorit und Dachschiefer abgebaut.
Bevölkerungsentwicklung
Die Entwicklung der Einwohnerzahl von Altendiez, die Werte von 1871 bis 1987 beruhen auf Volkszählungen:
| Jahr | Einwohner |
| ---- | --------- |
| 1815 | 431       |
| 1835 | 564       |
| 1871 | 777       |
| 1905 | 1.020     |
| 1939 | 1.323     |

| Jahr | Einwohner |
| ---- | --------- |
| 1950 | 1.533     |
| 1961 | 1.648     |
| 1970 | 1.756     |
| 1987 | 2.036     |
| 1997 | 2.289     |

| Jahr | Einwohner |
| ---- | --------- |
| 2005 | 2.295     |
| 2011 | 2.217     |
| 2017 | 2.176     |
| 2023 | 2.147     |

## Religion
Altendiez ist der römisch-katholischen Pfarrei Herz-Jesu in Diez zugeordnet und gehört mit ihr zum Pastoralen Raum Diez, welcher selbst wiederum dem Bezirk Limburg im Bistum Limburg eingegliedert ist.
Auf evangelischer Seite ist der Ort der Kirchengemeinde St. Peter im Dekanat Nassauer Land der Propstei Rheinhessen und Nassauer Land in der Evangelischen Kirche in Hessen und Nassau (EKHN) zugehörig.
Eine St. Peter geweihte Kirche wurde 1269 erstmals urkundlich erwähnt. 1830 wurde die heutige Kirche St. Peter erbaut, nachdem Vorgängerbauten zuvor mehrmals zerstört wurden.

## Politik

### Gemeinderat
Der Gemeinderat in Altendiez besteht aus 16 Ratsmitgliedern, die bei der Kommunalwahl am 9. Juni 2024 in einer personalisierten Verhältniswahl gewählt wurden, und der ehrenamtlichen Ortsbürgermeisterin als Vorsitzender.
Die Sitzverteilung im Gemeinderat:
| Wahl | SPD | CDU | WGN | AGL | AUF! | IfA | Gesamt   |
| ---- | --- | --- | --- | --- | ---- | --- | -------- |
| 2024 | –   | –   | –   | 7   | 9    | –   | 16 Sitze |
| 2019 | –   | –   | –   | 9   | –    | 7   | 16 Sitze |
| 2014 | 6   | 6   | 4   | –   | –    | –   | 16 Sitze |
| 2009 | 6   | 5   | 5   | –   | –    | –   | 16 Sitze |
| 2004 | 8   | 6   | 2   | –   | –    | –   | 16 Sitze |

- WGN = Wählergruppe Neidhöfer e. V.
- AGL = Altendiez-Gemeinsam-Lebenswert e. V. (Gemeinsame Wählerliste von SPD, CDU und Wählergruppe Neidhöfer)[7]
- AUF! = Altendiez. Unabhängig. Frei. e. V.
- IfA = Initiative für Altendiez e. V.

### Bürgermeister
Petra Hofmann (AUF!) wurde am 28. August 2024 Ortsbürgermeisterin von Altendiez. Bei der Direktwahl am 9. Juni 2024 hatte sie sich mit einem Stimmenanteil von 66,2 % gegen den bisherigen Amtsinhaber durchgesetzt.
Hofmanns Vorgänger Thomas Keßler (AGL/CDU) hatte das Amt 2014 übernommen. Bei einer Stichwahl am 16. Juni 2019 wurde er mit einem Stimmenanteil von 51,50 % wiedergewählt, nachdem bei der Direktwahl am 26. Mai 2019 keiner der ursprünglich drei Bewerber die notwendige Mehrheit erreicht hatte.

### Wappen
Das Wappen von Altendiez zeigt einen Birnbaum, der in zwei Reihen geteilt ist. An diesem Baum hängen acht goldene Birnen. Der weiße Baum steht vor grünem Hintergrund und auf schwarzen Boden. Mit diesen Birnen wird die Verbundenheit von Altendiez zum „Bimbesland“ gezeigt.

### Gemeindepartnerschaft
Es besteht eine Gemeindepartnerschaft mit der englischen Gemeinde Burton Latimer.

## Kultur und Sehenswürdigkeiten
Der Baggersee Altendiez ist ein beliebtes Naherholungsgebiet.

## Bildung
In Altendiez wurde 1967 eine Mittelpunktschule eingerichtet, die 1975 zur Hauptschule wurde und bis 2011 unter dem Namen Oranienschule Altendiez bestand.
Die seit 1984 bestehende Fröbelschule, eine Schule mit dem Förderschwerpunkt Lernen, wurde nach 30 Jahren mit Ende des Schuljahres 2013/14 geschlossen.
Seit Herbst 2014 befindet sich in den leerstehenden Räumen der früheren Oranienschule Altendiez das neu gegründete Privatgymnasium Oranien-Campus Altendiez, ein zweizügiges G8/GTS-Gymnasium mit Spanisch als zweiter Fremdsprache.

## Persönlichkeiten

### In Altendiez geboren
- Karl Holl (1931–2017), Historiker
- Erwin Stein (1931–2018), Professor für Technische Mechanik
- Winfried Hirschberger (* 1945), Politiker (SPD)
- Theo Zwanziger (* 1945), Politiker und ehemaliger Präsident des DFB

### Mit Altendiez verbunden
- Günter Linn (1935–2020), ehemaliger Fußballschiedsrichter, wuchs in Altendiez auf.
- Adolf Morlang (1941–2024), Heimatforscher und Gymnasiallehrer, lebte in Altendiez.